# Nehela vulturina
Nehela vulturina är en insektsart som beskrevs av White 1878. Nehela vulturina ingår i släktet Nehela och familjen dvärgstritar. Inga underarter finns listade i Catalogue of Life.